# Bicester
Bicester è una città di 32 642 abitanti della contea dell'Oxfordshire, in Inghilterra.
Bicester ospita l'omonimo Bicester Village, uno dei più visitati shopping center in Inghilterra.